# Обратная сторона Луны (фильм, 2003)
«Обратная сторона Луны» (фр. La face cachée de la lune) — канадский драматический фильм режиссёра Робера Лепажа, в котором он сыграл обоих главных героев. Представляет собой киноадаптацию одноименной пьесы 2000 года. В 2004 году фильм получил приз «Лучший франкоязычный фильм» на фестивале в Намюре.

## Сюжет
Действие происходит в городе Квебек и в Канаде. После смерти своей матери братья Филипп и Андре остаются единственными в семье, но при этом терпеть не могут друг друга, особенно старший, завидующий успеху младшего. Младший, Андре — гей, но вдобавок к этому — успешный телеведущий (он ведёт прогноз погоды). Филипп занят тем, что уже который год безуспешно пытается защитить диссертацию о нарциссизме как ведущем стимуле в основы совместной советско-американской программы Союз-Аполлон. Он работает в службе телефонных продаж газеты Le Soleil. Когда ведущая телепередач о поисках внеземного разума предлагает зрителям снять фильмы, лучший из которых будет отправлен в космос, Филипп охотно берётся за это. Тем временем у него появляется шанс познакомиться с известным советским космонавтом Алексеем Леоновым, чтобы обсудить с ним тему своей диссертации, а затем он получает приглашение на конференцию по космонавтике в Москве. Все эти события неожиданно приводят к примирению братьев.

## В ролях
- Робер Лепаж — Филипп/Андре
- Анн-Мари Кадьё — мать Филиппа и Андре
- Марко Пулен — Карл
- Селин Бонье — Натали
- Лорен Коте — Мари-Мадлен Бонсекур
- Ришар Фрешетт — доктор
- Григорий Гладий — переводчик
- Сергей Приселков — Алексей Леонов
- Эрика Ганьон — начальница Филиппа
- Софи Фоше — ведущая